# Yamikani Chester
Yamikani Chester (ur. 20 grudnia 1994 w Blantyre) – piłkarz malawijski grający na pozycji prawoskrzydłowego. Od 2023 jest piłkarzem klubu CD Costa do Sol.

## Kariera klubowa
Swoją karierę piłkarską Chester rozpoczął w klubie Tigers FC. W 2012 roku zadebiutował w jego barwach w pierwszej lidze malawijskiej. W 2017 roku odszedł do Mighty Wanderers. W sezonie 2017 wywalczył z nim mistrzostwo Malawi, a w sezonie 2018 – wicemistrzostwo tego kraju.
W styczniu 2019 Chester został piłkarzem czeskiego MFK Vyškov, jednak nie zaliczył w nim debiutu, a zaraz potem został wypożyczony do amerykańskiego North Carolina FC grającego w USL Championship. Swój ligowy debiut w nim zaliczył 17 marca 2019 w wygranym 1:0 wyjazdowym meczu z Philadelphią Union II. W North Carolina FC grał do końca 2019 roku.
Na początku 2020 Chester został zawodnikiem Las Vegas Lights. 26 lipca 2020 zanotował w nim swój debiut w przegranym 1:2 wyjazdowym spotkaniu z San Diego Loyal. W Las Vegas występował do końca 2020 roku.
W 2021 roku Chester wrócił do Mighty Wanderers. W 2023 przeszedł do mozambickiego CD Costa do Sol.

## Kariera reprezentacyjna
W reprezentacji Malawi Chester zadebiutował 6 września 2015 w zremisowanym 2:2 meczu kwalifikacji do Pucharu Narodów Afryki 2017 z Eswatini, rozegranym w Lobambie. W 2022 został powołany do kadry na Puchar Narodów Afryki 2021. Na tym turnieju zagrał w dwóch meczach grupowych: z Gwineą (0:1), z Zimbabwe (2:1) i z Senegalem (0:0).